# Pařížské městské obvody

Mapa obvodů

Pařížský městský obvod (francouzsky Arrondissement de Paris) je základní administrativní jednotkou Paříže, v jejímž čele stojí starosta volený na šest let. Každý městský obvod se dále dělí na čtyři čtvrti (quartiers). Území Paříže je rozděleno do 20 obvodů včetně Bouloňského a Vincenneského lesíka, které však leží již mimo městské hranice. Přívlastek „městský“ značí rozdíl mezi těmito obvody a obvody departementů. V poštovních směrovacích číslech jsou tyto obvody označeny posledním dvojčíslím.

## Seznam obvodů
P = pravý břeh řeky Seiny

L= levý břeh řeky Seiny
| Obvod     | Břeh | Název                | Rozloha (v km²) | Počet obyvatel (sčítání z r. 1999) |
| --------- | ---- | -------------------- | --------------- | ---------------------------------- |
| 1. obvod  | P    | Louvre               | 1,826           | 16 888                             |
| 2. obvod  | P    | Bourse               | 0,992           | 19 585                             |
| 3. obvod  | P    | Temple               | 1,171           | 34 248                             |
| 4. obvod  | P    | Hôtel-de-Ville       | 1,601           | 30 675                             |
| 5. obvod  | L    | Panthéon             | 2,541           | 58 849                             |
| 6. obvod  | L    | Luxembourg           | 2,154           | 44 919                             |
| 7. obvod  | L    | Palais-Bourbon       | 4,088           | 56 985                             |
| 8. obvod  | P    | Élysée               | 3,881           | 39 314                             |
| 9. obvod  | P    | Opéra                | 2,179           | 55 838                             |
| 10. obvod | P    | Entrepôt             | 2,892           | 89 612                             |
| 11. obvod | P    | Popincourt           | 3,666           | 149 102                            |
| 12. obvod | P    | Reuilly              | 6,377 16,324    | 136 591                            |
| 13. obvod | L    | Gobelins             | 7,146           | 171 533                            |
| 14. obvod | L    | Observatoire         | 5,621           | 132 844                            |
| 15. obvod | L    | Vaugirard            | 8,502           | 225 362                            |
| 16. obvod | P    | Passy                | 7,846 16,305    | 161 773                            |
| 17. obvod | P    | Batignolles-Monceaux | 5,669           | 160 860                            |
| 18. obvod | P    | Butte-Montmartre     | 6,005           | 184 586                            |
| 19. obvod | P    | Buttes-Chaumont      | 6,786           | 172 730                            |
| 20. obvod | P    | Ménilmontant         | 5,984           | 182 952                            |